# Diamond Stars Football Club
Maillots
Diamond Stars Football Club est un club sierra-leonais de football basé à Koidu dans l'est du pays.

## Histoire
Le club est fondé en 1954. Son premier titre national est remporté en 1992 avec une victoire en Coupe de Sierra Leone. En 2012, il devient le premier club basé hors de la capitale sierra-léonaise, Freetown, à remporter le championnat, un titre qu'il conserve la saison suivante.
Le club a participé à plusieurs reprises aux compétitions africaines. Lors de ses deux participations à la Coupe d'Afrique des vainqueurs de coupe, en 1989 et 1993, il ne dépasse pas le premier tour. Son meilleur résultat a lieu lors de la Coupe de la CAF 1994 où Diamond Stars atteint les quarts de finale de la compétition. Les titres de champion ont ouvert les portes de la Ligue des champions de la CAF, mais le club n'a jamais réussi à dépasser le premier tour de l'épreuve.

## Palmarès
- Championnat de Sierra Leone :
  - Champion en 2012 et 2013

- Coupe de Sierra Leone :
  - Vainqueur en 1992